# Kawabata Junji
Junji Kawabata (sinh ngày 10 tháng 7 năm 1971) là một cầu thủ bóng đá người Nhật Bản.

## Sự nghiệp câu lạc bộ
Junji Kawabata đã từng chơi cho Nagoya Grampus Eight.